# Milwaukee Bucks 1981-1982
La stagione 1981-82 dei Milwaukee Bucks fu la 14ª nella NBA per la franchigia.
I Milwaukee Bucks vinsero la Central Division della Eastern Conference con un record di 55-27. Nei play-off persero la semifinale di conference con i Philadelphia 76ers (4-2).

## Roster
| N° | Naz.                   | Ruolo | Sportivo         | Anno | Alt. | Peso |
| -- | ---------------------- | ----- | ---------------- | ---- | ---- | ---- |
| 2  | Stati Uniti (bandiera) | GA    | Junior Bridgeman | 1953 | 196  | 95   |
| 4  | Stati Uniti (bandiera) | G     | Sidney Moncrief  | 1957 | 191  | 82   |
| 5  | Stati Uniti (bandiera) | G     | Mike Evans       | 1955 | 185  | 77   |
| 5  | Stati Uniti (bandiera) | G     | Robert Smith     | 1955 | 180  | 75   |
| 6  | Stati Uniti (bandiera) | AC    | Pat Cummings     | 1956 | 206  | 104  |
| 7  | Stati Uniti (bandiera) | A     | Scott May        | 1954 | 201  | 98   |
| 8  | Stati Uniti (bandiera) | GA    | Marques Johnson  | 1956 | 201  | 99   |
| 10 | Stati Uniti (bandiera) | GA    | Bob Dandridge    | 1947 | 198  | 88   |
| 15 | Stati Uniti (bandiera) | G     | Brad Holland     | 1956 | 191  | 88   |
| 16 | Stati Uniti (bandiera) | C     | Bob Lanier       | 1948 | 211  | 113  |
| 20 | Stati Uniti (bandiera) | G     | Kevin Stacom     | 1951 | 191  | 84   |
| 21 | Stati Uniti (bandiera) | G     | Quinn Buckner    | 1954 | 191  | 86   |
| 32 | Stati Uniti (bandiera) | GA    | Brian Winters    | 1952 | 193  | 84   |
| 42 | Stati Uniti (bandiera) | AC    | Harvey Catchings | 1951 | 206  | 99   |
| 43 | Stati Uniti (bandiera) | A     | Mickey Johnson   | 1952 | 208  | 86   |
| 53 | Stati Uniti (bandiera) | C     | Alton Lister     | 1958 | 213  | 109  |
| 54 | Stati Uniti (bandiera) | C     | Geoff Crompton   | 1955 | 211  | 127  |

## Staff tecnico
- Allenatore: Don Nelson
- Vice-allenatori: John Killilea, Dave Wohl, Garry St. Jean